# Luis Raven
Luis Alberto Raven Enríquez (19 de noviembre de 1968, La Guaira, Venezuela), es un exjugador venezolano de béisbol profesional. Con 1.94m y 84k, Raven se desempeñaba en la posición de outfielder y primera base.
Raven fue un poderoso bateador conocido por sus largos cuadrangulares, sin embargo, frecuentemente tenía un bajo porcentaje de bateo.
Pasó 19 años en el béisbol, mientras jugaba con los California Angels, Chicago White Sox, Cleveland Indians y Florida Marlins. Igualmente jugó en las ligas de béisbol de Italia y México, además de la de su natal Venezuela. Sin embargo, nunca llegó a subir a las Grandes Ligas (si bien en 1994 estuvo a punto de lograrlo mas la huelga de peloteros de ese año frustró sus aspiraciones).
En 15 temporadas de ligas menores, bateó para .288 con 197 cuadrangulares y 838 carreras remolcadas en 1151 juegos, para un OBP de .494.
Raven jugó desde 1991 hasta 2007 en la Liga Venezolana de Béisbol Profesional, consiguiendo los premios de Novato del Año en la temporada 1993-94, Productor del Año en la 1997-98 y 1998-99, y Jugador Más Valioso en la 1998-99. Además, estuvo en el equipo de las estrellas de la Serie del Caribe en 1997 y 2001.
Ha vestido la camiseta de siete de los ocho equipos que conforman la LVBP y otros equipos menores.
- Caribes de Oriente (1991-1992)
- Leones del Caracas (1992-1993, 1998-1999 en calidad de refuerzo)
- Navegantes del Magallanes (1993-1998, 2005-2007)
- Pastora de Los Llanos (1998-2000)
- Cardenales de Lara (2000-2001)
- Tiburones de La Guaira (2001-2004)
- Águilas del Zulia (2004-2005)

Comenzó su carrera con los Caribes de Oriente, mas apenas pudo tomar un turno al bate donde se fue en blanco. En 1992 pasa a los Leones del Caracas a cambio del infielder Pedro José Chávez, pero apenas le brindaron oportunidades y en 5 turnos se fue en blanco incluyendo un ponche. Motivo por el cual al año siguiente junto con el utility César Morillo es traspasado a los Navegantes del Magallanes a cambio de Rodolfo "Popy" Hernández, donde obtuvo el premio de Novato del Año tras despachar 7 vuelacercas y poder jugar a diario. Fue figura importante en la 93-94 coronándose campeón con los filibusteros. En 1998 los bucaneros lo dejan en libertad junto con Álvaro Espinoza y Carlos García, por lo cual decide firmar con Pastora de Los Llanos (ese mismo año vuelve a vestir la camiseta de los melenudos en calidad de refuerzo). En noviembre de 2000 pasa a Cardenales de Lara a cambio de los jugadores Maikell Sandoval y Beiker Graterol, obteniendo también el título ante su ex equipo, los Navegantes del Magallanes. En 2001 es traspasado a los Tiburones de La Guaira por el receptor Jean Carlos Boscán. En 2004 los escualos lo dejan en libertad y firma con las Águilas del Zulia, quienes al año siguiente lo dejan libre y regresa con los bucaneros, quienes en 2007 finalmente lo vuelven a dejar en libertad y así se retira definitivamente como jugador activo.